# ワタ属
ワタ属（ワタぞく、Gossypium spp.、英: cotton plant）は、アオイ科の属の一つ。約40種の多年草からなる。世界各地の熱帯または亜熱帯地域が原産。子房が発達して形成される朔果 (boll) の内部の種子表面からは白い綿毛が生じ、これを繊維として利用するため栽培される。この繊維は綿（木綿）として利用される。
また、繊維を採取した後の種子から取られた綿実油は、食用油として利用される。

## 歴史
綿は紀元前2,500年頃の古代インダス遺跡や、古代アンデス遺跡からも発見されている。紀元前400年頃、歴史家のヘロドトスが、インドの綿づくりをギリシャに伝え、地中海沿岸に広まった。100～200年頃、ギリシャのイーリスで綿をヘアーネットにした。やがて十字軍が綿の知識をヨーロッパに伝えた。
日本に綿が渡来したのは8世紀。日本に漂着したインド人が綿の種子を持ち込んだと言われている。

## 種類
ワタ属は世界で約50種が知られ、4つの亜属に分けられている。栽培種には4種(G. hirsutum, G. barbadense, G. arboreum, G. herbaceum)が知られる。
- Gossypium 亜属（アフリカ・アラビア）二倍体種
  - Gossypium arboreum（キダチワタまたはインドワタ）およびGossypium herbaceum（シロバナワタ） - アジア綿、栽培種
- Houzingenia 亜属（アメリカ）二倍体種
  - Gossypium raimondii - G. hirsutum の交雑元になったとされる野生種。
- Sturtia 亜属（オーストラリア）二倍体種
  - Gossypium sturtianum - スタートデザートローズの名で知られる。
- Karpas 亜属（アメリカ・太平洋）四倍体種
  - Gossypium barbadense - ピマ綿、カイトウメン（海島綿）とも呼ばれる栽培種。
  - Gossypium hirsutum - 作付面積の90%以上を占める栽培種。G. raimondiiとアジア綿の近縁種との交雑で生じたと考えられている。
  - Gossypium tomentosum - ハワイでマオ(maʻo)と呼ばれる。

## 栽培環境
生育には高温（平均気温25℃程度）が必要。アメリカ合衆国のコットンベルトとよばれる綿の栽培地帯は北緯37度 - 39度。年降水量は1000 - 1500 mmを要する一方、開花期には乾燥が必要。
春に播種し、2ヶ月程度で着蕾し開花する。開花40 - 45日後に朔果が割れ、中の繊維質が出てきて収穫時期となる。
塩分に強く、灌漑により塩分が上がってきた土地や塩分が抜けていない干拓地などでも生育が可能である。

## 遺伝子組み換え
ワタの遺伝子組換え品種が多数開発され、遺伝子組換え品種の栽培面積が急激に広がっている。2003年度においては世界のワタの総栽培面積のうち21%が遺伝子組み換えワタであったにすぎなかったが、2012年度においては81%となっている(ISAAA報告)。
アメリカにおいては、2009年度の組換えワタの栽培面積は綿の栽培面積の88%(約320万 ha)であった。2010年度では、93%である。
中国においては2003年度は58%が遺伝子組み換えワタで、2009年度は60%で370万 ha以上であった。
インドにおいては、2008年度のワタの栽培面積の76%(約695万 ha)は組換え品種であった。なお、上記のデータと多少の誤差があるがISAAAの調査によると、インドの各地方に適した様々な品種が開発され、2009年度には87%(約840万ha)がBtワタになっており、2009年度には560万人の小農がBtワタを栽培している。
導入された遺伝子は2種に大別される。ひとつは殺虫効果のある結晶タンパク質を作るBacillus thuringiensis (BT) という細菌の遺伝子、もうひとつはラウンドアップなどグリホサート系の除草剤に耐性を持つ遺伝子である。これら両方の遺伝子を導入した品種も作られている。

## ギャラリー

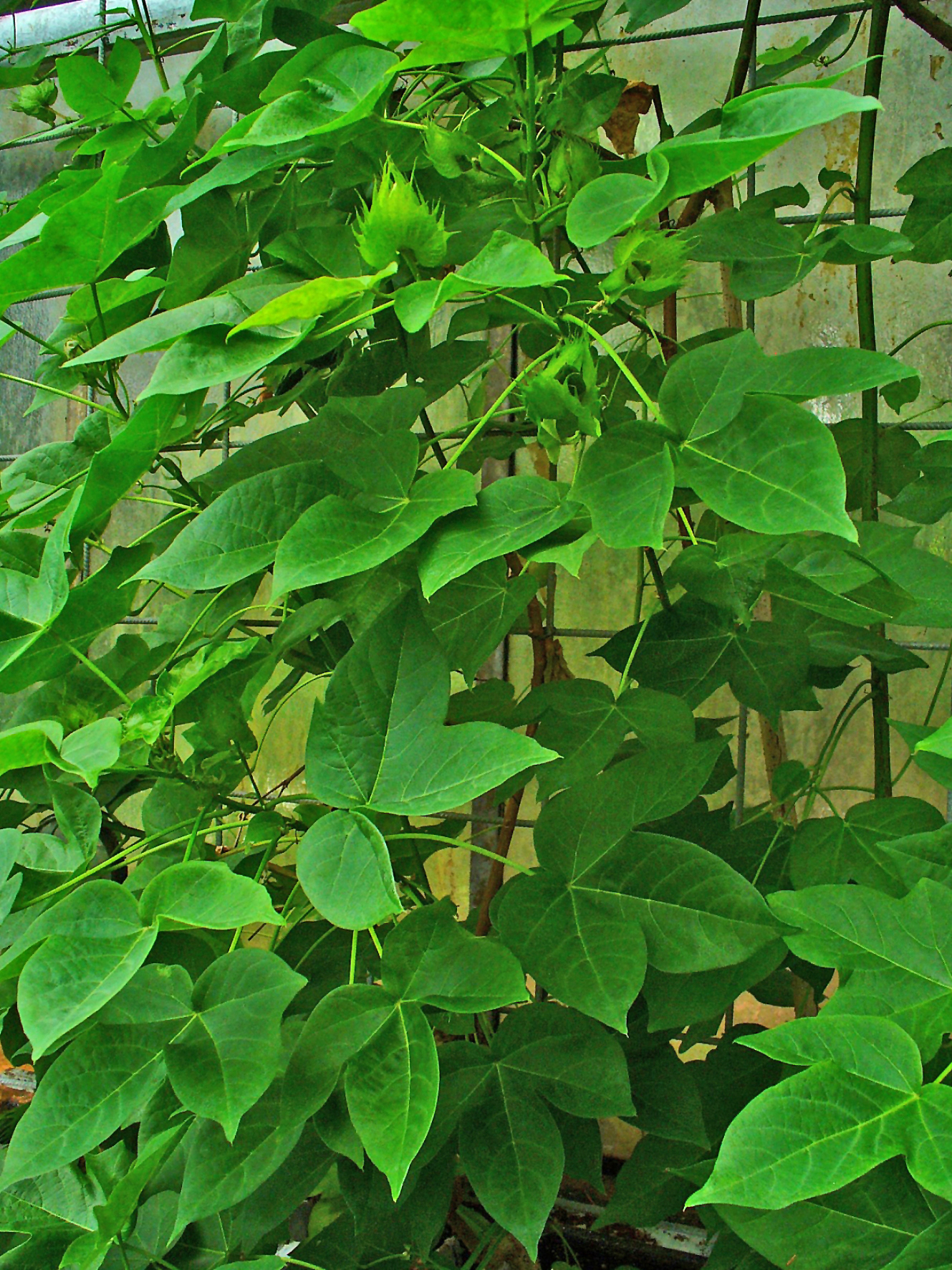
Gossypium herbaceumの葉
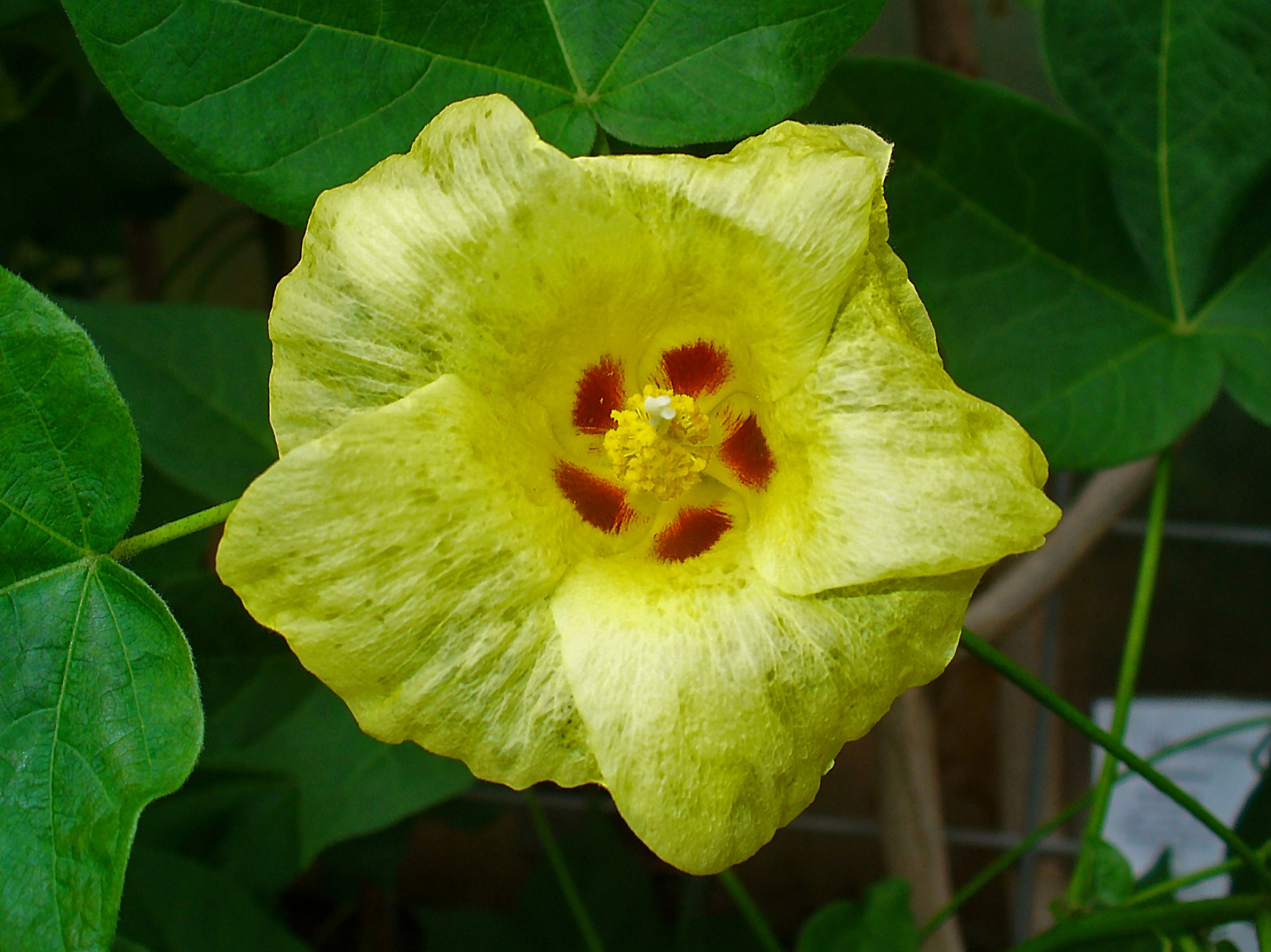
Gossypium herbaceumの花
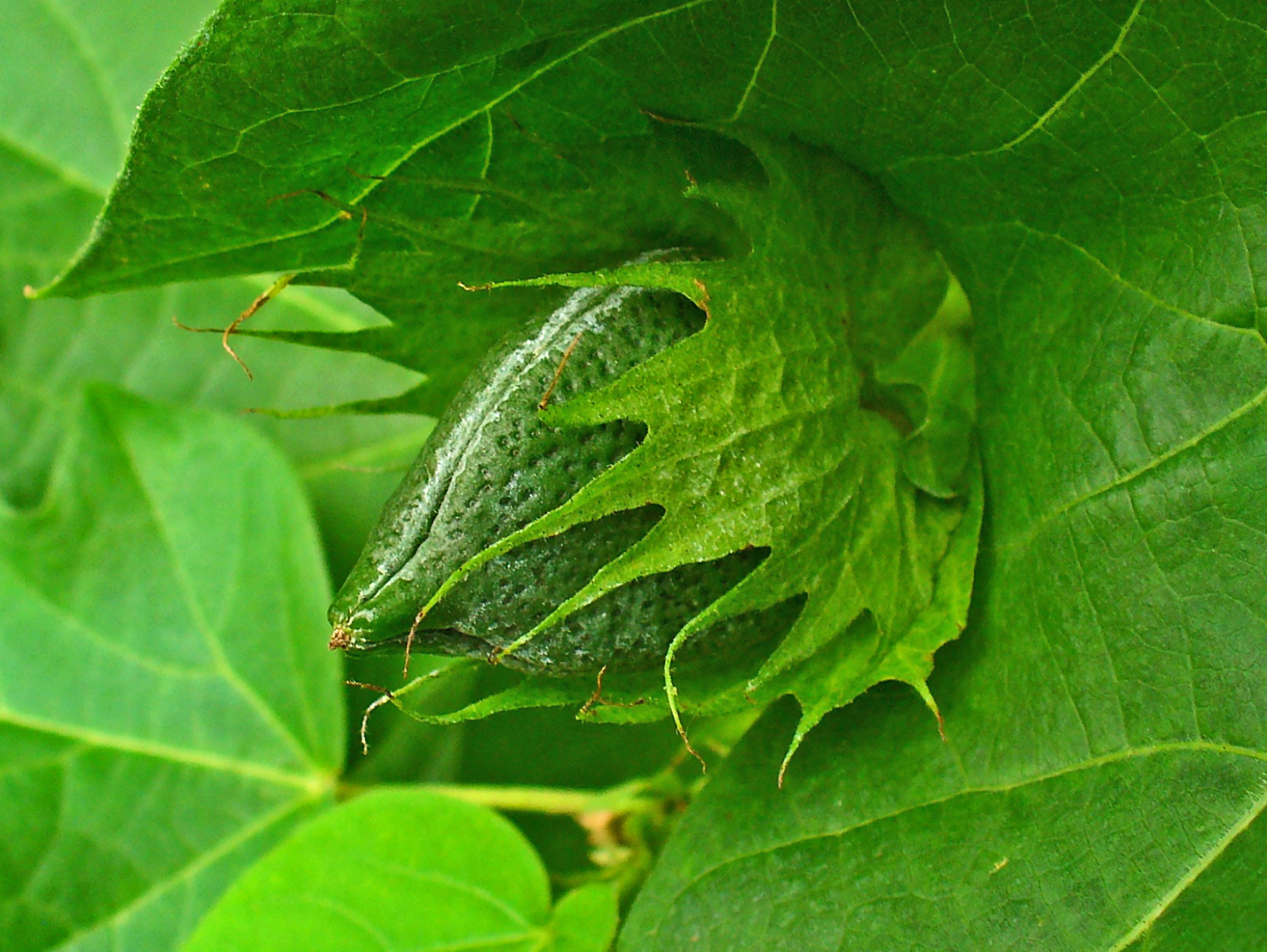
Gossypium herbaceumの果実
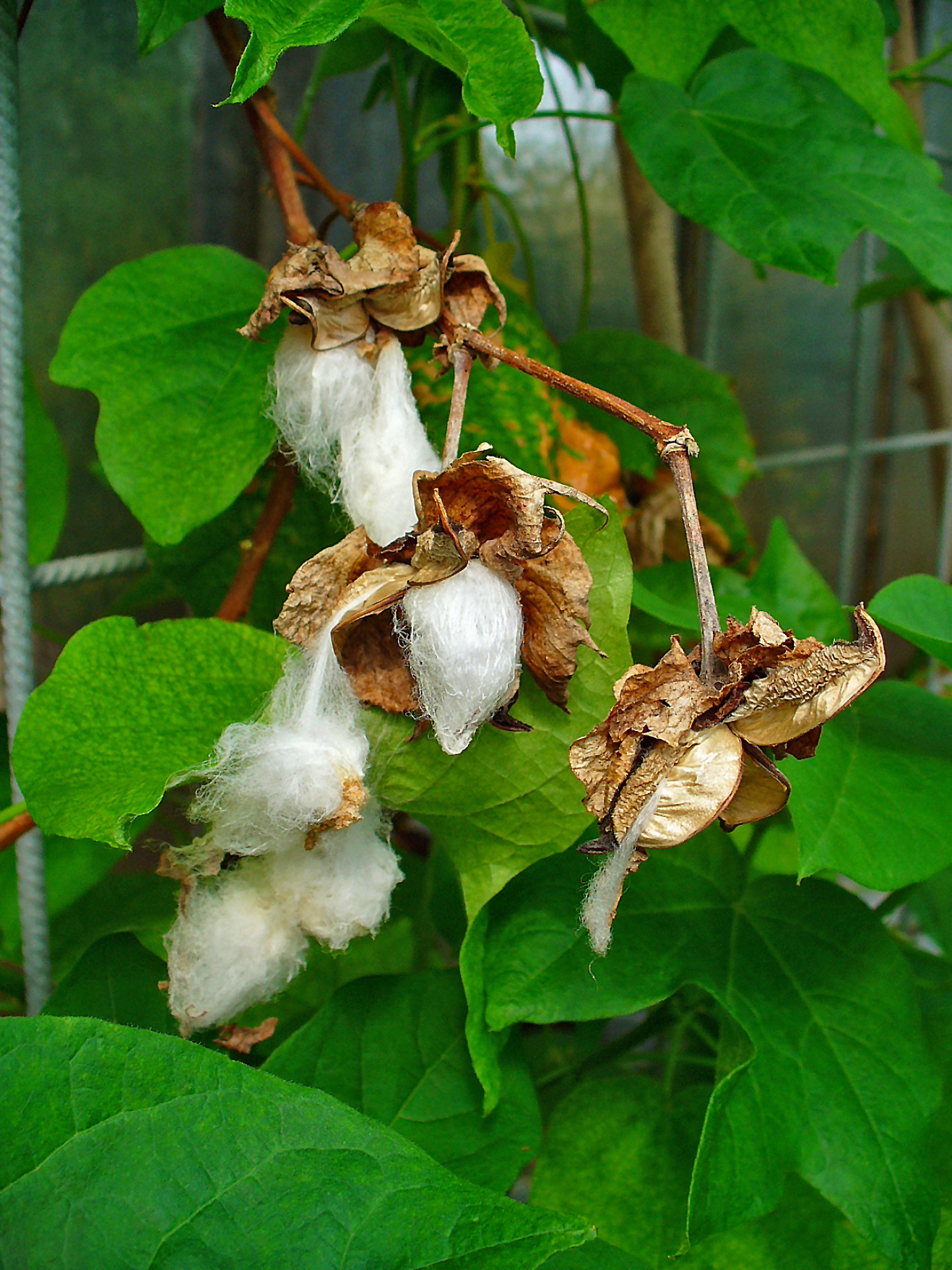
Gossypium herbaceumの種子（綿毛）